# الی اند ارلزفری

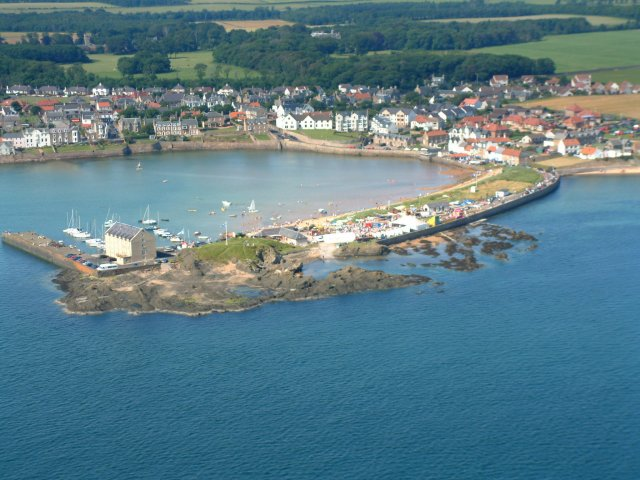
نمایی از روستای الی اند ارلزفری - ۲۰۰۲

الی اند ارلزفری (به انگلیسی: Elie and Earlsferry) یک روستا در بریتانیا است که در فایف واقع شده‌است. الی اند ارلزفری ۸۶۱ نفر جمعیت دارد.